# جیمز ویلسون (ورزشکار)
جیمز ویلسون (انگلیسی: James Wilson؛ ۲ اکتبر ۱۸۹۱ – 1973 (aged c. 81)) ورزشکار دو و میدانی اهل بریتانیا بود.